# Michael Andersen
Michael Dahl Andersen (* 29. Januar 1974 in Kopenhagen) ist ein ehemaliger dänischer Basketballspieler.

## Laufbahn
Andersen begann erst im Alter von 16 Jahren mit dem Basketballsport. Von 1993 bis 1997 studierte er an der University of Rhode Island in den Vereinigten Staaten Betriebswirtschaft und bestritt in dieser Zeit 117 Partien für die Basketballmannschaft der Hochschule. Der 2,13 Meter große Innenspieler erzielte dabei im Durchschnitt 5,5 Punkte sowie 5,6 Rebounds und 1,3 Blocks je Begegnung. Nach seiner Universitätszeit wurde er Profi und stand von 1997 bis 1999 beim griechischen Erstligisten AEK Athen unter Vertrag. 1998 erreichte er mit AEK das Endspiel des Europapokals der Landesmeister. Andersen wechselte 1999 für ein Jahr nach Italien zu Virtus Pallacanestro Bologna. Von 2000 bis 2002 verstärkte der Däne Peristeri Athen, spielte dann von 2002 bis 2005 wieder in Italien (Napoli Basket), ehe er 2005 nach Polen wechselte. Dort spielte Andersen bis 2007 für Prokom Trefl Sopot und gewann mit der Mannschaft zweimal den Meistertitel.
Zu Beginn des Spieljahres 2007/08 stand er bei Scafati Basket (Italien) unter Vertrag, wechselte im Laufe der Saison aber zum polnischen Verein Energa Czarni Słupsk. Zum Abschluss seiner Profilaufbahn kehrte Andersen zu AEK Athen zurück, nach der Spielzeit 2008/09 zog er sich als Berufsbasketballspieler zurück.
Andersen spielte bis 2007 in der dänischen Nationalmannschaft. Nach dem Ende seiner Basketballkarriere zog der Däne mit seiner Familie in die USA, war zeitweilig als Basketballtrainer an der North Kingstown High School tätig und gründete dann ein Unternehmen für EDV-Dienstleistungen.